# Bugs in Love
Pour plus de détails, voir Fiche technique et Distribution.
Les Insectes amoureux (Bugs in Love) est un court métrage d'animation américain, de la série des Silly Symphonies réalisé par Burt Gillett, sorti le 1er octobre 1932. C'est le dernier court-métrage de la série des Silly Syphonies à être filmé en noir et blanc.

## Synopsis
Des insectes s'amusent dans un carnaval. Un couple profite de ce lieu pour se déclarer leur amour. C'est alors que débarque un oiseau sournois bien décider à faire de ce couple un bon repas.

## Fiche technique
- Titre original : Bugs in Love
- Titre français : Les Insectes amoureux
- Autres titres[1] :
  -  Suède : Vägen till ena nyckelpigo
- Réalisateur : Burt Gillett
- Animateur[2] :
  - équipe principale : Les Clark, Frenchy de Trémaudan,  Jack King, Tom Palmer
  - équipe de David Hand : Joe D'Igalo, Charles Hutchinson, Ed Love, Bill Roberts, Fred Moore, Frank Tipper, Hardie Gramatky
  - équipe de Norman Ferguson : Charles Hutchinson, Eddie Donnelly
- Producteur : Walt Disney
- Production : Walt Disney Productions
- Distributeur : United Artists Pictures
- Date de sortie : 1er octobre 1932[1],[3].
  - Date annoncée[2] : 1er octobre 1932
  - Dépôt de copyright[2] : 1er septembre 1932
  - Première à New York[2] : 11 au 16 décembre 1932 au Roxy en première de Me and My Gal de Raoul Walsh
  - Première à Los Angeles[2] : 19 janvier 1933 en première partie de Hello, Everybody! de William A. Seiter
- Format d'image : Noir et Blanc
- Son : Mono
- Musique[2] : Bert Lewis
  - Extrait Carnaval de Venise (1854) de M J Bellak
  - Extrait The Skalter's Waltz (1882) d'Émile Waldteufel
  - Extrait de l'ouverture de Les Joyeuses commères de Windsor (1884) d'Otto Nicolai
  - Extrait The House is hanted
  - Extrait Chant sans paroles (1868) de Piotr Ilitch Tchaïkovski
  - Extrait Stradella (1844) de Friedrich von Flotow
- Durée : 7 min 02 s
- Langue : (en)
- Pays de production:  États-Unis

## Commentaires
Ce film est la dernière Silly Symphony en noir et blanc.